# Jan Poortvliet
Jan Poortvliet (* 21. September 1955 in Arnemuiden, heute zu Middelburg) ist ein ehemaliger niederländischer Fußballspieler, der seit 1996 als Trainer arbeitet.

## Karriere
Poortvliet begann seine Karriere 1974 bei PSV Eindhoven. In neun Jahren Eindhoven gewann Poortvliet dreimal den niederländischen Meistertitel, einmal den niederländischen Pokal und einmal den UEFA-Pokal. 1983 wechselte er zu Roda JC Kerkrade, danach ging es weiter nach Frankreich zu Olympique Nîmes. Nach drei Jahren in Frankreich ging er nach Belgien und unterschrieb einen Vertrag bei Royal Antwerpen. Von dort zog es ihn zurück in die Grande Nation. Poortvliet wechselte zur AS Cannes für ein Jahr. Danach ließ der Abwehrspieler seine Karriere bei Eendracht Aalst in Belgien und beim niederländischen Verein VCV Zeeland ausklingen.
International spielte Poortvliet für sein Heimatland Niederlande. Er nahm an der Fußball-Weltmeisterschaft 1978 in Argentinien teil und wurde mit dem Team Vizeweltmeister. Poortvliet kam sechsmal zum Einsatz und bekam eine gelbe Karte. Zwei Jahre später nahm er an der Fußball-Europameisterschaft 1980 in Italien teil und schied mit Oranje als Gruppendritter in der Vorrunde aus. 

### Trainerkarriere
Poortvliet trainierte von 1996 bis 1997 den RBC Roosendaal. Danach hatte er lange keinen Trainerposten. Von 2000 bis 2001 war er Trainer vom FC Den Bosch. Danach trainierte er drei Jahre Stormvogels Telstar. In der Saison 2007/08 war er Trainer von Helmond Sport und wechselte zur Saison 2008/09 nach England zum FC Southampton. Hier trat er am 23. Januar 2009 zurück, nachdem der finanziell angeschlagene Verein einige Spieler hatte verkaufen müssen und Poortvliet mit einer besseren Jugendmannschaft auf dem vorletzten Platz der Football League Championship stand. In der Saison 2009/10 trainierte er den FC Eindhoven in der niederländischen Eerste Divisie, zur Folgesaison ging er zum Ligakonkurrenten Telstar. Im Sommer 2012 wechselte Poortvliet zum FC Den Bosch, wo er bereits elf Jahre zuvor tätig war.

## Erfolge
- Niederländischer Meister (3): 1974/75, 1975/76, 1977/78
- Niederländischer Pokalsieger: 1976
- UEFA-Pokal: 1977/78